# Fyrendal Kirke
Fyrendal Kirke ligger ved herregården Fyrendal, ca. 16 km Ø for Skælskør (Region Sjælland). Indtil Kommunalreformen i 2007 lå den i Fuglebjerg Kommune (Vestsjællands Amt), og indtil Kommunalreformen i 1970 lå den i Øster Flakkebjerg Herred (Sorø Amt).
Kirken har tilknytning til herregården Fyrendal, som ligger umiddelbart bag kirken, Fyrendal hed Vindinge før 1677. Skibet stammer fra en romansk kirke opført af rå og kløvet kampesten med tilhugne kvadre i granit, kridt og faksekalk ved hjørner og åbninger. Skibet er blevet forlænget mod vest i senromansk tid. Mod nord og syd ses spor af de oprindelige døre med stik af kridtkvadre. Skibet fik højtsiddende spidsbuevinduer i anden halvdel af 1200-tallet, to af disse spores i sydmuren. De to korsarme er tilføjet i 1300-tallet, inden det romanske kor blev erstattet med det nuværende langhuskor i 1500-tallet, blændingsgavlen mod nord, kan dateres til 1300-tallet, gavlen mod syd har ingen daterbare enkeltheder. tårnet er opført i 1400-tallet, det to nederste stokværk er bevaret, overdelen med blændingsprydede kamtakgavle er fra 1500-tallet. Sakristiet er opført i 1529.
Skibet fik indbygget hvælv i 1300-tallet. Det murede alterbord har en åbning på bagsiden med smedejernsdøre fra 1685. Altertavlen i barok fra 1685 bærer våben for Didrik friherre Fuiren og Margrethe Elers. Foran koret er opstillet et korgitter fra o.1640 med våben for Gyldenløve og Grubbe, korgitteret tillægges Abel Schrøders værksted, det blev anbragt foran søndre korsarm i 1854 men flyttet tilbage i 1953, ved gitteret står to figurer, Kristus og Moses, som formodentlig har hørt til korgitteret. I koret er ophængt et epitafium fra 1670 over provst Friderick Andersen Klyne og familie. Prædikestolen er udført i 1616 på roskildemesteren Anders Nielsen Hatts værksted. I korsskæringen står en degnestol, som bærer våben for Niels Krag og Jytte Høeg. I kirken ses et korbuekrucifiks fra o.1500. På vestvæggen er ophængt et par stolegavle fra o.1600 med Syndefaldet og Korsfæstelsen.
Kirken har haft en Madonna-figur fra 1300-tallet, som nu opbevares på Næstved Museum. Figuren tillægges Næstved Madonna-mesteren.
I nordre korsarm ses et epitafium med 32 anevåben over Wilhelm Dresselberg til Vindinge (død 1620) og hustru. Desuden ses en gravsten over Erik Christoffersen Dyre (død 1554) og hans to hustruer samt en søn. I søndre korsarm ses to gravfanestænger fra begravelsen for Rudolph Günther von Grabow (død 1716). Desuden ses flere gravsten fra barokken med sekundære indskrifter og nogle sten over tjenestefolk fra Fyrendal.
Den romanske granitfont er hugget i én blok, den har glat kumme og en kraftig vulst som overgang til den runde fod.

## Eksterne kilder og henvisninger
- Wikimedia Commons har flere filer relateret til Fyrendal Kirke
- Hans Ulrik Gyldenløve – Regitze Grubbe på gravstenogepitafier.dk
- Niels Krag – Jytte Høeg Arkiveret 5. marts 2016 hos  Wayback Machine på gravstenogepitafier.dk
- Fyrendal Kirke Arkiveret 31. januar 2011 hos  Wayback Machine på nordenskirker.dk
- Fyrendal Kirke Arkiveret 18. oktober 2014 hos  Wayback Machine hos KortTilKirken.dk
- Fyrendal Kirke Arkiveret 18. oktober 2014 hos  Wayback Machine i bogværket Danmarks Kirker (udg. af Nationalmuseet)